# ワンサカ娘
ワンサカ娘（ワンサカむすめ）とはレナウンのCMソングである。作詞・作曲：小林亜星。
「レナウンの唄」に代わるCMソングとして、1961年にかまやつひろし歌唱により誕生して以来長期にわたって使われてきたテーマソングであり、古くは1964年の弘田三枝子や1965年のシルヴィ・ヴァルタンの歌唱によるものが有名で、以後も数名の歌手により歌唱された。
「ワンサカ」とは「大勢がやってくる様」を表す擬態語である。
1990年代までこの楽曲がコマーシャルに使用されていた事例が多かったが、バブル崩壊後、レナウン本体がテレビCMを削減する中で、徐々に使用される事はなくなっていった。
しかし、2017年4月よりレナウンがラジオ番組『東京ポッド許可局』のスポンサード（制作局であるTBSラジオのみ）を開始すると、程なくしてワンサカ娘を使用したCMの放送を再開した（弘田歌唱版を使用）。同年6月5日放送分からは番組出演者であるマキタスポーツ・プチ鹿島・サンキュータツオ歌唱による『レナウンおじさんバージョン』が弘田版と隔週で放送された。
また、真理アンヌが「ワンサカ娘」の異名同曲異歌詞曲である「太陽ハント」（作詞：横井弘）を歌唱している。

## 歌唱した歌手
- かまやつひろし[2]
- デューク・エイセス[2]
- 渡辺トモ子、ジェリー藤尾[2]
- 弘田三枝子[2][3]
- シルヴィ・ヴァルタン[2]
- ヒデとロザンナ[2][3]
- セルスターズ[2][3]
- 関西学院フォークグループ[3]
- 久美かおり[3]
- アン・ルイス[3]
- ZELDA[3]
- ラヴ・ポーション[3]
- イエイエ・ガールズ[3]（田中美奈子、加藤麻由美、真木望）
- サンディー&ザ・サンセッツ[3]
- 宮田人司[3]
- 渡辺かおる[3]
- ブロンド・オン・ブロンド
- マキタスポーツ、プチ鹿島、サンキュータツオ

## レコード・CD
- ワンサカ娘'78（1978年発売、東芝EMI、規格品番：WWR-20379）ブロンド・オン・ブロンドの歌を収録。
- トレイン（1987年4月21日発売、日本コロムビア、規格品番：AH-821）イエイエ・ガールズの歌を収録
- YEYE-レナウン・ワンサカ娘（1998年10月9日発売、f-records、規格品番：MFC-0002）渡辺かおるの歌を収録
- レナウン ワンサカ娘（2000年10月25日発売、日本クラウン、規格品番：CRCP-20256）ワンサカ娘のみをフィーチャーしたCD
- CMソング・グレイテスト・ヒッツ（2002年1月23日発売、テイチク、規格品番：TECD-25468）久美かおりの歌と真理アンヌの「太陽ハント」を収録